# Epidendrum calanthum
Epidendrum calanthum Rchb.f. & Warsz., 1854, è una pianta della famiglia delle Orchidacee endemica del Brasile.

## Descrizione
È un'orchidea di taglia medio-grande a comportamento epifita sugli alberi della foresta tropicale e occasionalmente terricola (geofita). E. calanthum presenta steli robusti eretti, avvolti basalmente da guaine tubolari che portano molte foglie ellittiche, conduplicate verso la base, ad apice acuto.
La fioritura avviene normalmente in tarda primavera fino a tutta l'estate, mediante un'infiorescenza terminale, racemosa, lunga mediamente 20 centimetri, ombrelliforme, derivante dallo stelo maturo che porta pochi fiori. Questi sono grandi mediamente 2-3 centimetri, hanno petali e sepali di forma lanceolata e colore che varia dal bianco soffuso di rosa al rosa carico,  il labello è trilobato e dello stesso colore dei petali.

## Distribuzione e habitat
La specie è originaria dell'America, in particolare di Colombia, Venezuela, Perù, Bolivia, Brasile ed Ecuador.
Cresce epifita nella foresta tropicale, occasionalmente terricola (geofita), da 200 a 2200 metri sul livello del mare.

## Sinonimi
Epidendrum schomburgkii var. confluens  Lindl., 1853

Epidendrum paytense Rchb.f., 1855

Epidendrum caucae Schltr., 1920

Epidendrum filomenoi Schltr., 1921

Epidendrum huanucoense Schltr., 1921

Epidendrum ibaguense var. confluens (Lindl.) C.Schweinf., 1944

## Coltivazione
Questa pianta ha necessità di buona esposizione alla luce, può sopportare, anzi talvolta richiedere, brevi esposizioni ai raggi diretti del sole e gradisce temperature calde e irrigazioni durante la fioritura, dopo è consigliabile abbassare la temperatura.